# Championnat d'Irlande du Nord de football 2018-2019
Navigation
Édition précédente Édition suivante
Le Championnat d'Irlande du Nord de football 2018-2019 est la 117e édition du Championnat d'Irlande du Nord de football. La saison débute en août 2018 et prend fin en mai 2019.
Le Crusaders Football Club est le champion en titre, après avoir remporté son 7e championnat la saison précédente. 
Institute Football Club et Newry City Athletic Football Club réintègrent la première division, le premier après avoir remporté le NIFL Championship 2017-2018, le deuxième pour avoir battu les Carrick Rangers en match de barrage.
Le Linfield Football Club remporte le 53e titre de son histoire à trois journées de la fin. Linfield compte au terme de la compétition dix points d'avance sur son dauphin Ballymena United. Le Glenavon FC complète le podium. Crusaders FC, le tenant du titre, termine à la quatrième place mais remporte la Coupe d'Irlande du Nord. Au bas du classement Newry City AFC prend la dernière place du championnat et est relégué en deuxième division . Ards FC, onzième, dispute les barrages de promotion-relégation et échoue à conserver sa place en première division, battu par les carrick Rangers. Ceux-ci montent en première division et accompagnent ainsi le Larne Football Club champion de la deuxième division.
Le 9 mai 2019 les fédérations irlandaise et nord-irlandaise annoncent l'organisation d'une nouvelle compétition transfrontalière, l'Union Champions Cup. Cette compépétition prendra la forme d'une double confrontation entre les vainqueurs des deux championnats et se déroulera courant novembre. Linfield FC affrontera alors le champion d'Irlande 2019.

## Les 12 clubs participants
| \| Belfast · Cliftonville · Linfield · Crusaders · Glentoran Ballymena United Coleraine FC Dungannon Swifts Glenavon FC Ards FC Warrenpoint Town Institute FC Newry City AFC \| Localisation des clubs engagés dans le championnat. |
| Belfast · Cliftonville · Linfield · Crusaders · Glentoran Ballymena United Coleraine FC Dungannon Swifts Glenavon FC Ards FC Warrenpoint Town Institute FC Newry City AFC                                                           |

| Club                              | Stade              | Capacité | Ville       |
| --------------------------------- | ------------------ | -------- | ----------- |
| Ards Football Club                | Dixon Park         | 5 333    | Newtownards |
| Ballymena United Football Club    | The Showgrounds    | 7 500    | Ballymena   |
| Cliftonville Football Club        | Solitude           | 7 200    | Belfast     |
| Coleraine Football Club           | The Showgrounds    | 6 600    | Coleraine   |
| Crusaders Football Club           | Seaview            | 9 100    | Belfast     |
| Dungannon Swifts Football Club    | Stangmore Park     | 3 000    | Dungannon   |
| Glenavon Football Club            | Mourneview Park    | 7 300    | Lurgan      |
| Glentoran Football Club           | The Oval           | 14 100   | Belfast     |
| Institute Football Club           | Brandywell Stadium | 3 110    | Drumahoe    |
| Linfield Football Club            | Windsor Park       | 20 500   | Belfast     |
| Newry City Athletic Football Club | The Showgrounds    | 7 949    | Newry       |
| Warrenpoint Town FC               | Milltown           | 2 000    | Warrenpoint |

## Avant-saison
Institute marque son retour dans le championnat après sa relégation en 2014-2015. Le club, ne pouvant plus utiliser son stade localisé en banlieue de Londonderry en raison d'inondations en août 2017, pense jouer ses matchs à The Oval à Belfast. C'est finalement au Brandywell que le club établit domicile pour cette saison après que le conseil du district de Derry City and Strabane a accepté la requête. Le championnat d'Irlande du Nord n'avait plus vu de match se jouer au Brandywell depuis 1971. Stade de Derry City, ce dernier avait quitté le championnat lors des Troubles en 1972, l'emplacement du stade dans un quartier majoritairement catholique et bastion du républicanisme irlandais étant alors perçu comme un problème,.

## Compétition

### Classement
Le classement est établi sur le barème de points classique (victoire à 3 points, match nul à 1, défaite à 0).
Source : Classement officiel sur le site de la NIFL.
| Rang | Équipe           | Pts | J  | G  | N  | P  | Bp | Bc | Diff |
| ---- | ---------------- | --- | -- | -- | -- | -- | -- | -- | ---- |
| 1    | Linfield FC L    | 85  | 38 | 26 | 7  | 2  | 77 | 27 | +50  |
| 2    | Ballymena United | 75  | 38 | 23 | 6  | 9  | 80 | 51 | +29  |
| 3    | Glenavon FC      | 70  | 38 | 20 | 10 | 8  | 74 | 46 | +28  |
| 4    | Crusaders FC T C | 68  | 38 | 21 | 5  | 12 | 71 | 52 | +19  |
| 5    | Cliftonville FC  | 61  | 38 | 19 | 4  | 15 | 70 | 66 | +4   |
| 6    | Coleraine FC     | 56  | 38 | 15 | 11 | 11 | 59 | 55 | +4   |
|      |                  |     |    |    |    |    |    |    |      |
| 7    | Glentoran FC     | 49  | 38 | 13 | 10 | 15 | 58 | 53 | +5   |
| 8    | Institute FC P   | 44  | 38 | 13 | 5  | 20 | 50 | 72 | -22  |
| 9    | Dungannon Swifts | 42  | 38 | 11 | 9  | 18 | 46 | 65 | -19  |
| 10   | Warrenpoint Town | 39  | 38 | 10 | 9  | 19 | 51 | 79 | -28  |
| 11   | Ards FC          | 27  | 38 | 6  | 9  | 23 | 31 | 63 | -32  |
| 12   | Newry City AFC P | 23  | 38 | 6  | 5  | 27 | 31 | 68 | -37  |

| Légende : Qualifications et relégations | Légende : Qualifications et relégations                                                                                           |
| --------------------------------------- | --- |
|                                         | Ligue des Champions 2019-2020, premier tour de qualification                                                                      |
|                                         | Ligue Europa 2019-2020, tour préliminaire                                                                                         |
|                                         | Barrage pour le tour préliminaire de la Ligue Europa 2019-2020                                                                    |
|                                         | Barrage pour la relégation en deuxième division                                                                                   |
|                                         | Relégation en deuxième division                                                                                                   |
|                                         | T : Tenant du titre P : Promu C : Vainqueur de la Coupe d'Irlande du Nord 2018-19 L : Vainqueur de la Coupe de la Ligue 2018-2019 |

### Résultats
| Résultats (▼dom., ►ext.)                                   | ARD | BLY | CLF | COL | CRU | DUN | GNV | GLN | INS | LIN | NEW | WPT |
| Ards FC                                                    |     | 1-2 | 1-3 | 0-0 | 0-1 | 2-2 | 0-2 | 1-2 | 0-1 | 2-1 | 4-0 | 1-1 |
| Ballymena United                                           | 2-0 |     | 2-1 | 3-3 | 3-0 | 1-1 | 2-1 | 2-1 | 6-1 | 2-1 | 3-0 | 6-1 |
| Cliftonville FC                                            | 3-1 | 3-2 |     | 1-2 | 1-5 | 5-1 | 4-2 | 1-0 | 3-0 | 1-1 | 3-1 | 3-1 |
| Coleraine FC                                               | 1-0 | 2-2 | 1-2 |     | 1-0 | 2-1 | 1-4 | 1-1 | 2-2 | 0-0 | 0-1 | 3-0 |
| Crusaders FC                                               | 4-2 | 2-2 | 3-2 | 0-3 |     | 1-0 | 3-0 | 3-0 | 3-2 | 0-2 | 1-0 | 3-1 |
| Dungannon Swifts                                           | 0-0 | 0-2 | 1-1 | 0-2 | 3-2 |     | 1-1 | 1-0 | 2-1 | 1-2 | 1-1 | 0-2 |
| Glenavon FC                                                | 3-1 | 4-0 | 0-2 | 4-0 | 3-2 | 2-1 |     | 1-1 | 3-3 | 0-1 | 2-0 | 1-1 |
| Glentoran FC                                               | 4-0 | 0-1 | 1-2 | 2-2 | 2-2 | 2-1 | 1-2 |     | 2-1 | 0-1 | 4-1 | 3-1 |
| Institute FC                                               | 1-0 | 1-2 | 6-4 | 1-2 | 1-4 | 0-0 | 1-4 | 3-3 |     | 1-4 | 1-0 | 2-0 |
| Linfield FC                                                | 0-0 | 2-1 | 4-2 | 1-2 | 4-1 | 3-0 | 0-0 | 4-0 | 3-0 |     | 3-1 | 1-1 |
| Newry City AFC                                             | 2-0 | 1-2 | 1-0 | 1-1 | 0-3 | 2-1 | 1-2 | 1-1 | 0-2 | 0-2 |     | 1-1 |
| Warrenpoint Town                                           | 1-0 | 1-6 | 2-1 | 2-1 | 1-3 | 1-1 | 2-4 | 1-1 | 0-1 | 0-5 | 2-2 |     |
| - Victoire à domicile - Match nul - Victoire à l'extérieur |     |     |     |     |     |     |     |     |     |     |     |     |

| Résultats (▼dom., ►ext.)                                   | ARD | BLY | CLF | COL | CRU | DUN | GNV | GLN | INS | LIN | NEW | WPT |
| Ards FC                                                    |     |     |     | 1-2 | 2-2 |     |     |     | 0-3 | 0-2 | 3-1 | 0-1 |
| Ballymena United                                           | 4-1 |     | 2-1 |     |     | 2-2 |     | 0-2 |     |     | 3-1 | 1-2 |
| Cliftonville FC                                            | 4-1 |     |     |     |     |     | 1-1 | 2-1 | 1-0 | 0-2 | 1-0 |     |
| Coleraine FC                                               |     | 0-4 | 4-1 |     |     | 1-2 | 1-1 | 2-0 |     |     |     |     |
| Crusaders FC                                               |     | 3-2 | 2-0 | 4-2 |     |     | 1-1 |     |     | 0-1 |     |     |
| Dungannon Swifts                                           | 0-3 |     | 3-1 |     | 1-0 |     |     |     |     | 0-5 | 2-1 | 4-3 |
| Glenavon FC                                                | 2-0 | 0-2 |     |     |     | 2-0 |     |     | 3-3 | 2-0 |     | 1-3 |
| Glentoran FC                                               | 1-1 |     |     |     | 0-1 | 2-4 | 1-2 |     |     | 2-0 | 2-1 |     |
| Institute FC                                               |     | 1-2 |     | 1-0 | 1-3 | 2-0 |     | 0-2 |     |     |     |     |
| Linfield FC                                                |     | 1-0 |     | 3-2 |     |     |     | 4-2 | 2-0 |     |     | 4-0 |
| Newry City AFC                                             |     |     |     | 1-4 | 0-1 |     | 0-1 |     | 1-2 | 0-1 |     | 0-2 |
| Warrenpoint Town                                           |     | 2-4 | 0-2 | 0-1 | 1-3 |     |     | 0-5 | 4-0 |     |     |     |
| - Victoire à domicile - Match nul - Victoire à l'extérieur |     |     |     |     |     |     |     |     |     |     |     |     |

| Résultats (▼dom., ►ext.)                                   | BLY | CLF | COL | CRU | GNV | LIN |
| Ballymena United                                           |     |     | 1-0 | 0-3 | 4-3 | 0-1 |
| Cliftonville FC                                            | 1-1 |     | 4-2 | 2-0 |     |     |
| Coleraine FC                                               |     |     |     | 4-2 |     | 1-1 |
| Crusaders FC                                               |     |     |     |     |     |     |
| Glenavon FC                                                |     | 4-0 | 1-1 | 2-1 |     |     |
| Linfield FC                                                |     | 5-1 |     | 0-0 | 0-4 |     |
| - Victoire à domicile - Match nul - Victoire à l'extérieur |     |     |     |     |     |     |

| Résultats (▼dom., ►ext.)                                   | ARD | DUN | GLN | INS | NEW | WPT |
| Ards FC                                                    |     | 1-0 | 1-1 |     |     |     |
| Dungannon Swifts                                           |     |     | 1-1 | 2-1 |     |     |
| Glentoran FC                                               |     |     |     | 2-0 |     | 2-2 |
| Institute FC                                               | 0-1 |     |     |     | 2-1 | 2-1 |
| Newry City AFC                                             | 3-0 | 0-1 | 0-2 |     |     |     |
| Warrenpoint Town                                           | 1-1 | 5-3 |     |     | 2-4 |     |
| - Victoire à domicile - Match nul - Victoire à l'extérieur |     |     |     |     |     |     |

### Barrages

#### Barrages pour la Ligue Europa
Les barrages pour la Ligue Europa servent à départager les équipes classées de la troisième place à la sixième place et leur offrir une place pour la deuxième compétition européenne. Le Crusaders FC ayant remporté la Coupe d'Irlande du Nord de football 2018-2019 et donc déjà qualifié pour cette même coupe d'Europe, le Glentoran FC, pourtant septième du championnat se voit intégré dans ces barrages. Les matchs opposent le troisième Glenavon au septième Glentoran et le quatrième Cliftonville au cinquième Coleraine sur le terrain du mieux classé. La finale des barrages oppose le vainqueur de ces deux matchs et se joue sur le terrain du mieux classé.
| Demi-finale 1    | Glenavon FC                               | 2 - 4   | Glentoran FC                                                 | Mourneview Park, Lurgan  |                          |
| 7 mai 2019 19:45 | Caolan Marron 45+1e · Andrew Mitchell 54e | (1 - 1) | Darren Murray 27e 76e · Curtis Allen 48e · Robbie McDaid 55e | Arbitrage : Lee Tavinder | Arbitrage : Lee Tavinder |

| Demi-finale 2    | Cliftonville FC                                                                | 5 - 3 ap              | Coleraine FC                | Solitude, Belfast        |                          |
| 7 mai 2019 19:45 | Joe Gormley 34e · Conor McMenamin 76e 111e · Ryan Curran 90+7e · Levi Ives 92e | (1 - 2, 2 - 3, 4 - 3) | James McLaughlin 9e 28e 72e | Arbitrage : Steven Gregg | Arbitrage : Steven Gregg |

La finale des barrages oppose Cliftonville vainqueur de Coleraine au Glentoran vainqueur sur le terrain du troisième du championnat Glenavon. Cliftonville a remporté les trois matchs qui ont opposé les deux clubs cette saison.
| Finale            | Cliftonville FC                         | 2-0 ap          | Glentoran FC | Solitude, Belfast                                           |                                                             |
| 11 mai 2019 17:30 | Joe Gormley 105e · Conor McMenamin 119e | (0-0, 0-0, 1-0) |              | Diffuseur : BBC 2 Northern Ireland Arbitrage : Andrew Davey | Diffuseur : BBC 2 Northern Ireland Arbitrage : Andrew Davey |

#### Barrages de promotion/relégation
Le barrage de promotion et relégation met aux prises les Carrick Rangers, deuxième de Championship et vainqueur du match de barrage contre Portadown FC troisième de la même compétition, et Ards FC, onzième du Premiership. Le match aller se déroule à Carrickfergus et le match retour à Bangor, ville où est situé le stade habituel d'Ards.
| Match aller      | Carrick Rangers   | 1 - 0   | Ards FC | Taylors Avenue, Carrickfergus |                         |
| 3 mai 2019 19:45 | Michael Smith 11e | (1 - 0) |         | Arbitrage : Tony Clarke       | Arbitrage : Tony Clarke |

| Match retour | Ards FC           | 1 - 2   | Carrick Rangers                    | Clandeboye Park, Bangor |                        |
| 6 mai 2019   | Johnny Taylor 37e | (1 - 2) | Mark Surgenor 4e · Ryan Strain 29e | Arbitrage : Evan Boyce  | Arbitrage : Evan Boyce |

Le Carrick Rangers Football Club remporte le barrage en battant à deux reprises Ards. Il réintègre donc l'élite nord irlandaise une année après l'avoir quittée.

## Bilan de la saison
| Championnat d'Irlande du Nord de football 2018-2019                       |                                    |
| Champion                                                                  | Linfield Football Club (53e titre) |
| Coupes et trophées                                                        |                                    |
| Vainqueur de la Coupe d'Irlande du Nord 2018-2019                         | Crusaders Football Club            |
| Vainqueur de la Coupe de la Ligue d'Irlande du Nord de football 2018-2019 | Linfield Football Club             |
| Qualifications continentales                                              |                                    |
| Ligue des champions de l'UEFA 2019-2020                                   | Linfield Football Club             |
| Ligue Europa 2019-2020                                                    | Ballymena United Football Club     |
| Ligue Europa 2019-2020                                                    | Crusaders Football Club            |
| Ligue Europa 2019-2020                                                    | Cliftonville Football Club         |
| Promotions et relégations                                                 |                                    |
| Promus en NIFL Premiership                                                | Larne Football Club                |
| Promus en NIFL Premiership                                                | Carrick Rangers Football Club      |
| Relégués en NIFL Championship                                             | Ards Football Club                 |
| Relégués en NIFL Championship                                             | Newry City AFC                     |